# Armação
As armações são uma modalidade das artes de pesca nas quais as redes são fixas ao fundo, geralmente com vista a capturar espécies migratórias nas suas rotas.

## Em Portugal
As armações mais conhecidas são as almadravas, utilizadas no Algarve desde o tempo anterior à nacionalidade. Contudo existiam outras armações, nomeadamente em Sesimbra, onde eram conhecidas por armações com copo à valenciana, e em Valência, curiosamente, eram chamadas almadrabas de bucho à portuguesa.
Há várias fontes que referem a existência de armações na costa portuguesa, como por exemplo no século XVI, o livro “Grandeza e Abastança de Lisboa em 1552”: “… vem nos meses de Abril, Maio e Junho muito pescado das armações dos atuns de Sesimbra e Algarve”, ou Baldaque da Silva no século XIX.
Registadas até ao século XVIII outras armações com os nomes de Água Branca, Baleeira, Cavalo, Mina, Risco e Varanda, que não seriam ainda fixas e eram conhecidas como “armações redondas”.
No século XIX, acompanhando a imigração portuguesa para África, as armações foram introduzidas em Angola e Moçambique.

## No Brasil
No Brasil, o termo "armação" refere-se sobretudo à armação baleeira, que surgiu no século XVII para tirar proveito da migração das baleias no seu regresso do Polo Sul.